# 김상만 (교육자)
김상만(金相滿, 1942년 10월 3일 ~ )은 대한민국의 전 울산광역시교육감이다.
울산시교육청 중등교육과 장학사와 장학관, 방어진고등학교 교장, 울산공고 교장, 2006년 울산시 교육위원, 울산시 남구문화원 향토사연구소장을 거쳐 2007년 울산시교육청 교육감 보궐선거에 당선됐다.

## 학력
- 대현국민학교 (28회)
- 제일중학교 (7회)
- 울산농림고등학교 (20회)
- 경북대학교 사범대학 생물교육과
- 경남대학교 교육대학원 생물교육과

## 역대 선거 결과
|  | 36.19% |

|  | 36.43% |